# Moulin Depuis
De Moulin Depuis (ook: Vieux Moulin) is een voormalige watermolen op de Jeker, gelegen aan de Rue du Vieux Moulin 46 te Eben-Emael.
Deze onderslagmolen fungeerde als korenmolen.
De molen werd gebouwd in 1753, wat een gevelsteen boven de toegangsdeur aantoont. In 1970 werd de Jeker rechtgetrokken zodat de molen zonder energiebron kwam te zitten. Ook het waterrad werd verwijderd. Het molenhuis werd echter gerestaureerd en fungeert nu als woonhuis. De gietijzeren overbrenging en een steenkoppel zijn nog aanwezig.